# Carabus linnei
Carabus linnei là một loài bọ cánh cứng. Nó là loài đặc hữu của châu Âu, nơi nó được tìm thấy ở Ba Lan, Slovakia, Hungary và Ukraina.